# ريد أوكونور
ريد أوكونور (بالإنجليزية: Reed O'Connor)‏ هو قاضي ومحامي أمريكي، ولد في 1 يونيو 1965 في هيوستن في الولايات المتحدة.